# Coche burbuja

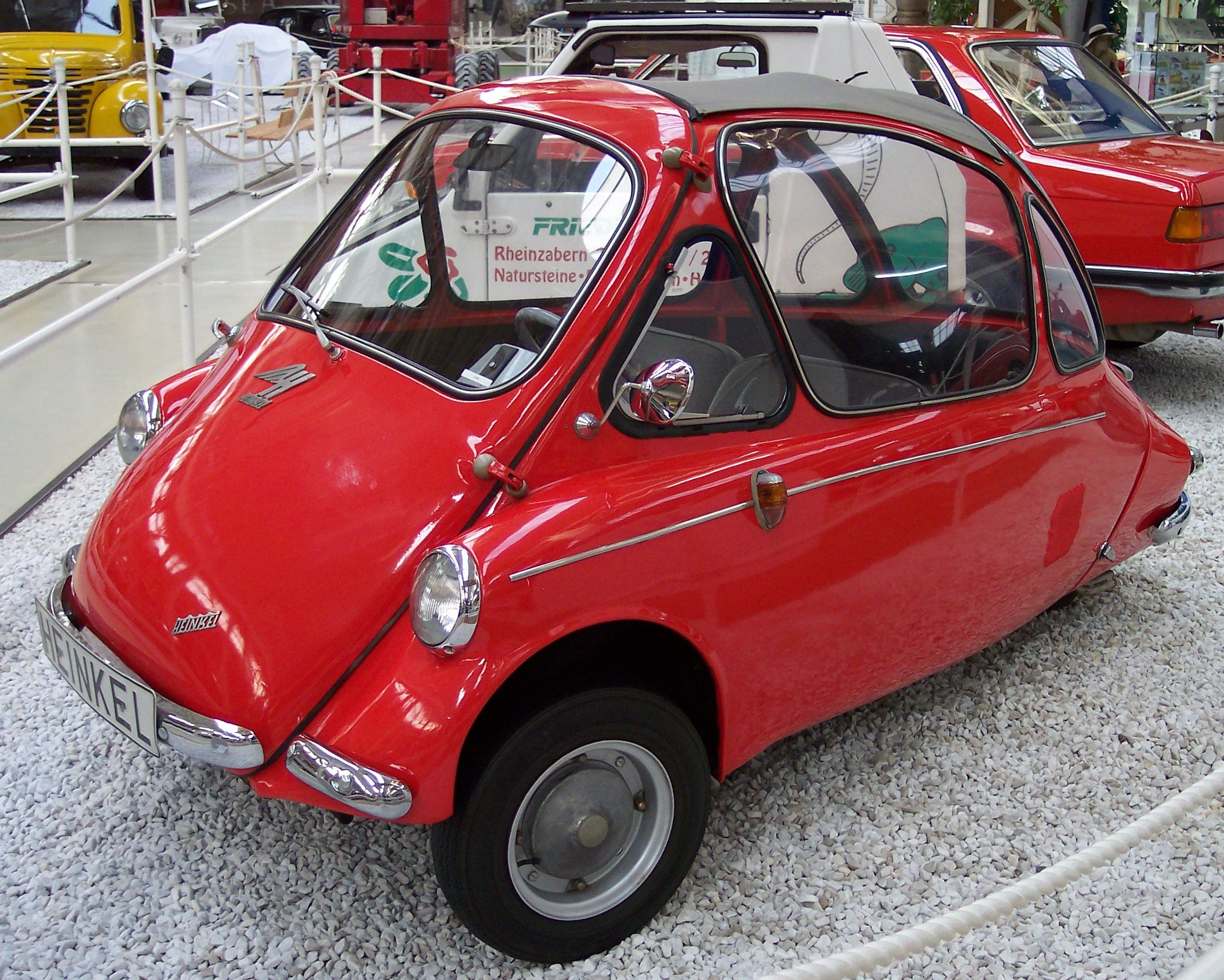
Heinkel Kabine

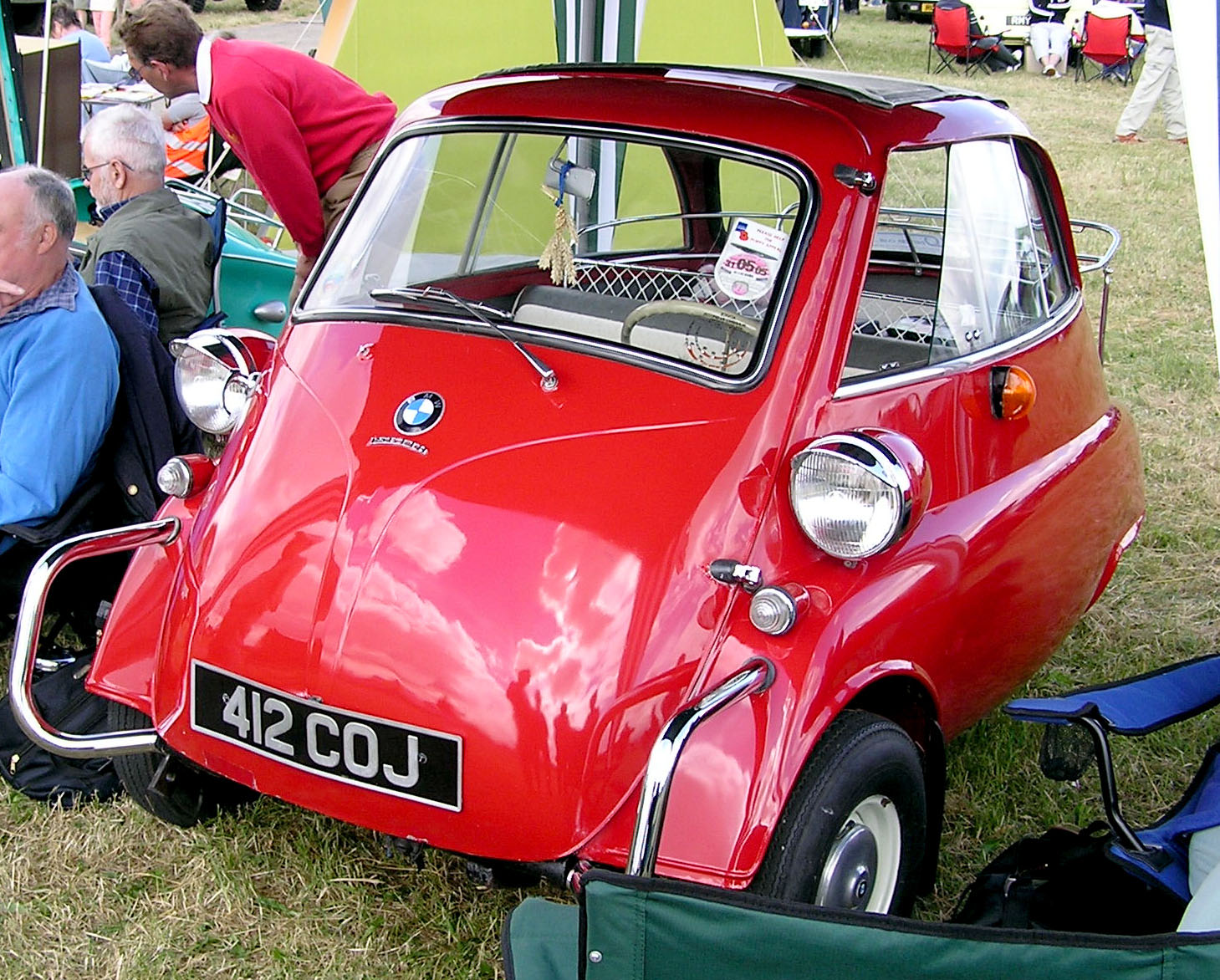
BMW Isetta 300

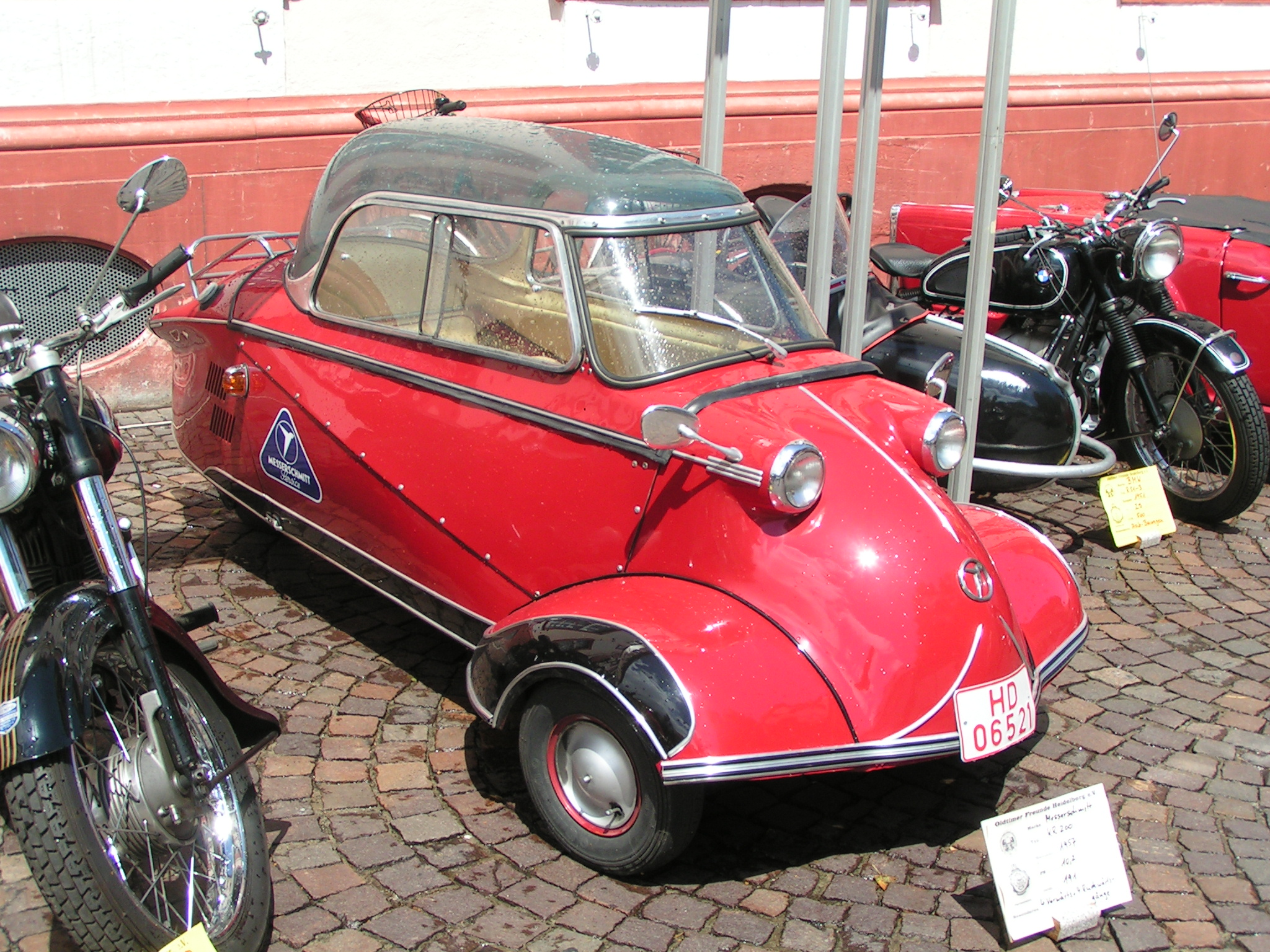
Messerschmitt Kabinenroller KR 200

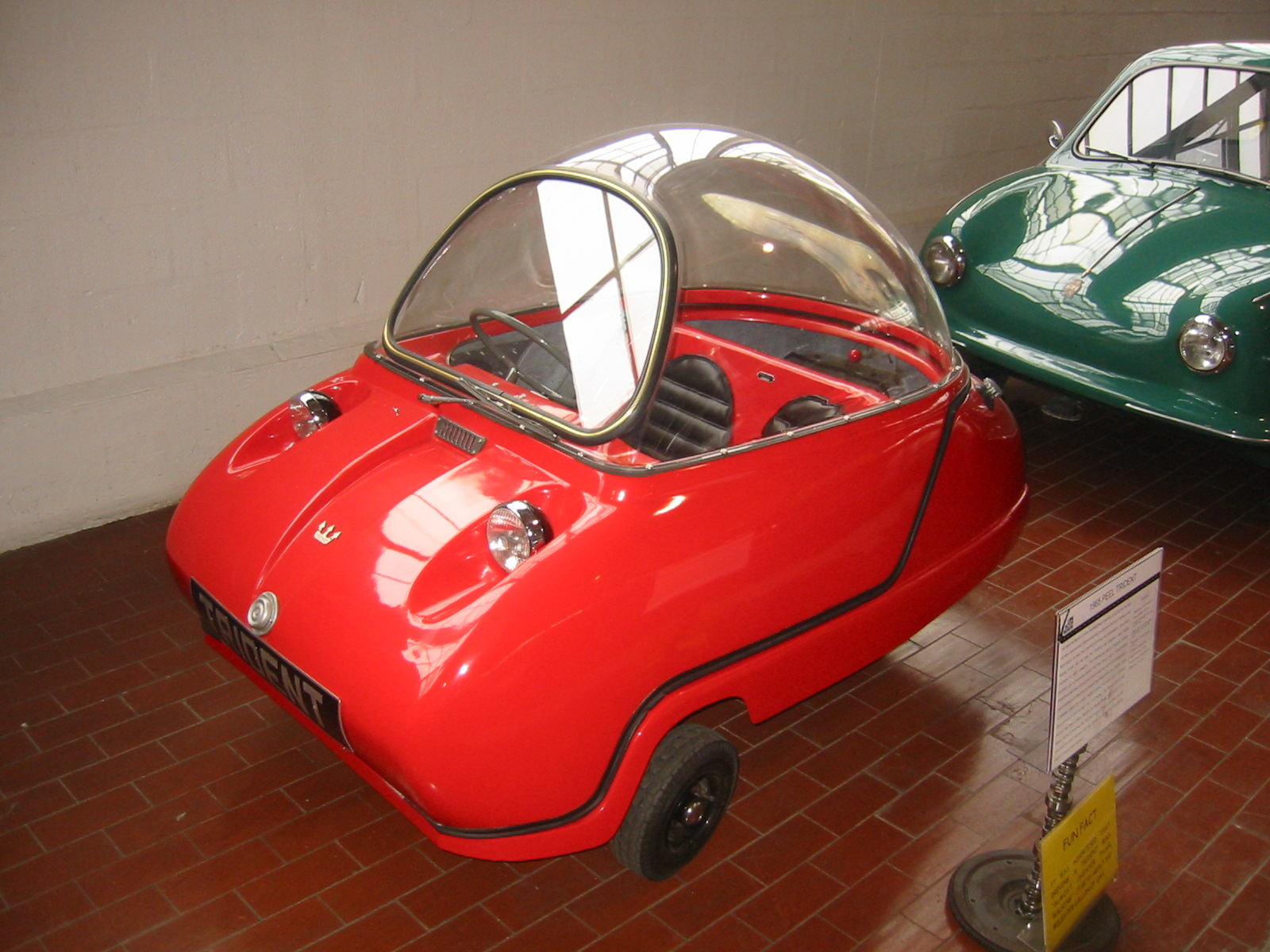
Peel Trident

Coche burbuja es un término usado para denominar a algunos microcoches muy pequeños y económicos, que generalmente se produjeron en los años 1950 y 1960.

## Variedades
Los Messerschmitt KR175 y KR200, y el FMR Tg500, poseían carlingas de estilo aeronáutico con forma de burbuja, lo que dio origen al término coche burbuja para referirse a todos estos microcoches posteriores a la Segunda Guerra Mundial. Los Isetta y algunos otros modelos también tenían carrocerías con una apariencia similar a la de una burbuja.
Los coches burbuja se hicieron populares en Europa en un período en el que surgió una demanda de transporte motorizado personal económico, coincidiendo con los precios del combustible elevados debido en parte a la Guerra del Sinaí de 1956. La mayoría de ellos eran vehículos de tres ruedas, con impuestos reducidos y licencias de bajo costo (como las motocicletas) en muchos países.
La mayoría de los automóviles burbuja fueron producidos en Alemania, en muchos casos por antiguos fabricantes de aviones militares, como Messerschmitt y Heinkel. El fabricante de automóviles y motocicletas BMW produjo bajo licencia el Isetta diseñado por la marca italiana Iso Rivolta, utilizando un motor de una de sus propias motocicletas. En Francia también se produjeron grandes cantidades de pequeños vehículos similares (popularmente conocidos como voiturettes, en alusión a algunos pequeños coches de principio del siglo XX), pero a diferencia de las marcas alemanas, rara vez se vendían en el extranjero.
En el Reino Unido se comercializaron versiones para circular por la izquierda construidas bajo licencia del Heinkel Kabine y del Isetta. La versión británica del Isetta se construyó con una sola rueda trasera (en lugar de la pareja de ruedas juntas en el diseño original del Isetta), para aprovechar las ventajas fiscales de los vehículos de tres ruedas en el Reino Unido. También había microcoches de origen británico de tres ruedas, como el Trident, fabricado por la Peel Engineering Company en la isla de Man.
Los coches burbuja nunca fueron tan populares en América del Norte como lo fueron en Europa; las distancias más largas y la mayor prosperidad de la posguerra permitieron a los norteamericanos seguir conduciendo grandes vehículos en los años 1950. Los automóviles pequeños no se harían muy populares en Estados Unidos hasta la década de 1970.
La aparición del Mini de la BMC en 1959 es citada a menudo como una de las causas de la desaparición del coche burbuja. El Mini disponía de cuatro plazas, y era un medio de transporte de larga distancia más práctico y a menudo a un costo menor, por lo que rápidamente se convirtió en uno de los automóviles más populares en su mercado local, que también se vendió bien en los mercados de exportación.
A fines de la década de 1960, ya no había coches burbuja en producción, ya que el Mini y otros competidores de bajo precio, incluidos el Citroën 2CV, el Fiat 500 y el Renault 4, continuaron aumentando su popularidad. Sin embargo, los coches burbuja han visto un pequeño resurgimiento en los últimos años, con Myers Motors reintroduciendo el Corbin Sparrow en 2005.

### Ejemplos
- Citroën Prototype C
- FMR Tg500
- Fuldamobil
- Heinkel Kabine
- Isetta
- Messerschmitt KR175
- Messerschmitt KR175
- Peel P50
- Peel Trident
- Trojan 200